# Volkswagen Polo V
La Volkswagen Polo V è un'autovettura prodotta dalla casa automobilistica tedesca Volkswagen dal 2009 al 2017.
Si tratta della quinta generazione della Polo.

## Profilo e contesto
La versione presentata nel 2009 rappresenta la quinta serie nella storia dei modelli Polo della casa di Wolfsburg. Presentata al Salone automobilistico di Ginevra nel marzo 2009, affianca la quarta versione senza inizialmente sostituirla.

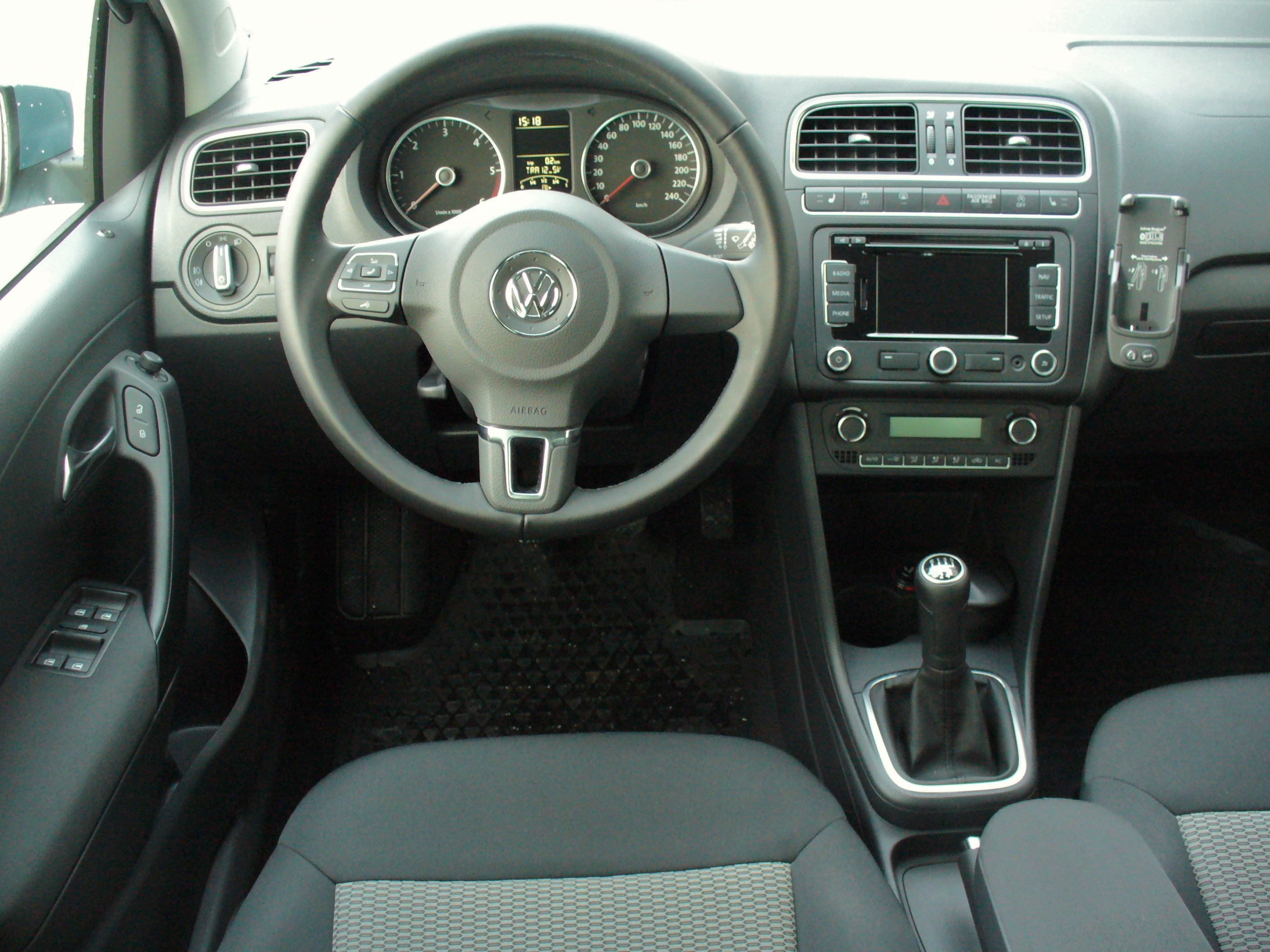
Interni

La Volkswagen del segmento B è stata rinnovata completamente nel design rispetto alla precedente versione nata nel 2001. La Polo assume una linea più aggressiva e dai tratti più duri e marcati nella parte frontale e un disegno più tondeggiante in quella posteriore; elementi, questi ultimi, che vagamente ricordano quelli della "sorella maggiore" Golf. La vettura ha subito delle modifiche nelle dimensioni con un ingrandimento degli spazi generalizzato e un significativo aumento di lunghezza di 5 cm; si registra anche una diminuzione del peso del 7% rispetto alla vecchia Polo. Le carreggiate hanno subito un ampliamento di 30 millimetri su ambedue gli assi e un miglioramento all'impianto frenante e alle sospensioni anteriori ha contribuito a elevare la qualità media della meccanica che era stata propria della sua categoria nelle antiche versioni.
L'auto è disponibile in tre tipi di allestimenti: Trendline, Comfortline e Highline, a 3 e 5 porte.
Sotto il punto di vista della sicurezza automobilistica la Polo include, di serie, 4 airbag (aumentabili sino a 6), appoggiatesta posteriori, ESP, che integra il dispositivo di assistenza della partenza in salita (sistema di antiarretramento), ASR e servosterzo. Le caratteristiche della vettura in materia di preservazione dell'incolumità del passeggero le hanno consentito di ottenere il risultato di 5 stelle nei crash test dell'EuroNCAP. Dai test è emerso che l'impatto su una barriera fissa alla velocità di 64 km/h non ha procurato danni di rilievo alla cellula di sopravvivenza degli occupanti; una solidità assicurata dalla rigidità strutturale della scocca. Attenzione è stata prestata anche alla sicurezza dei pedoni: le parti in lamiera collocate dietro al rivestimento esterno del paraurti consentono ampi margini di deformazione, permettendo una limitazione dei danni a carico dell'investito. La percentuale di garanzia di incolumità per quanto riguarda i bambini a bordo è stata fissata all'86%, mentre per gli adulti al 90%. Ciò nondimeno, si è registrato un grado di protezione nella zona cervicale poco adeguato e marginale.

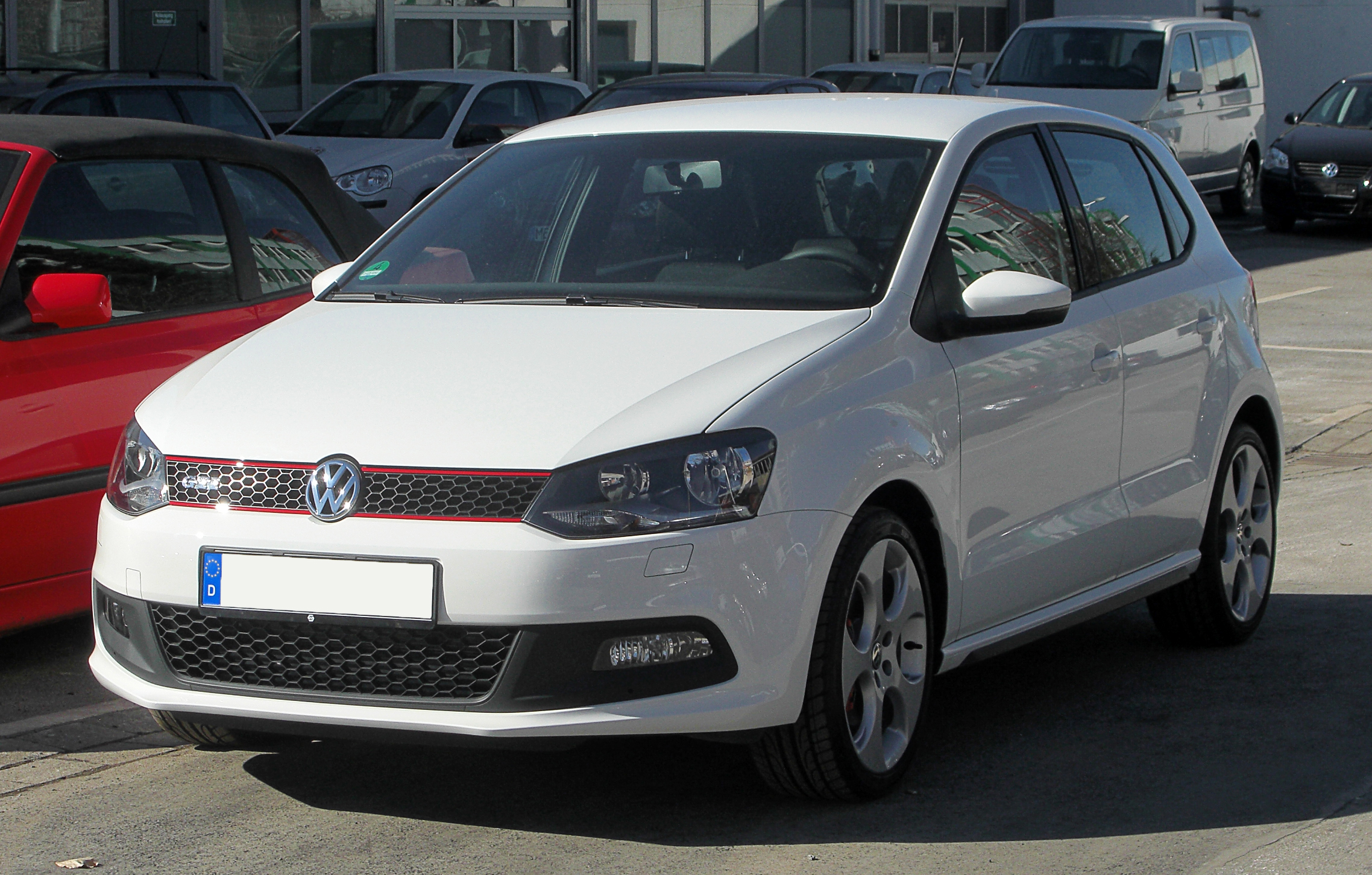
VW Polo GTI V Serie

Il 30 novembre 2009 è stata eletta Auto dell'anno 2010. Prima di essa solo un'altra Volkswagen aveva vinto tale titolo, la Golf III nel 1992. Nel 2014 la Polo subisce un restyling (Polo 6C).

### Motorizzazioni
La nuova Polo propone nella versione benzina, motori dal 1.2 tre cilindri al 1.4 quattro cilindri, rispettivamente nelle opzioni da 60, 70 cavalli per il 1.2 e 85 cavalli per il 1.4. Le versioni 1.2 da 60 e 70 dispongono unicamente di cambio a 5 marce, mentre nel 1.4 esiste la possibilità delle 7 marce su cambio automatico Direct-Shift Gearbox (DSG). I motori Diesel TDI, con filtro antiparticolato di serie, includono esclusivamente il 1.6 nelle varianti, 90 e 105 cavalli, con la possibilità in futuro del 120 CV, tuttavia non reso ancora disponibile dalla casa tedesca. Successivamente venne introdotta anche la versione GTI dotata di un motore 1.4 sovralimentato capace di erogare 179 CV, in grado di far coprire alla Polo lo 0–100 km/h in 6,9 secondi, con una velocità massima di 229 km/h. La motorizzazione 1.6 TDI da 90 CV dispone dell'alternativa del cambio robotizzato DSG in sette rapporti. Nel 2010 il 1.6 turbo Diesel da 75 CV è stato sostituito da un 3 cilindri 1.2 con medesima potenza.
Dal dicembre 2009 è disponibile la variante 1.2 TSI 105 CV con cambio manuale 6 marce e dalla primavera 2010 lo stesso 1.2 TSI con 105 CV ma con cambio DSG 7 marce, assieme al 1.6 TDI DPF 90 CV CR BlueMotion con cambio manuale 5 marce. 

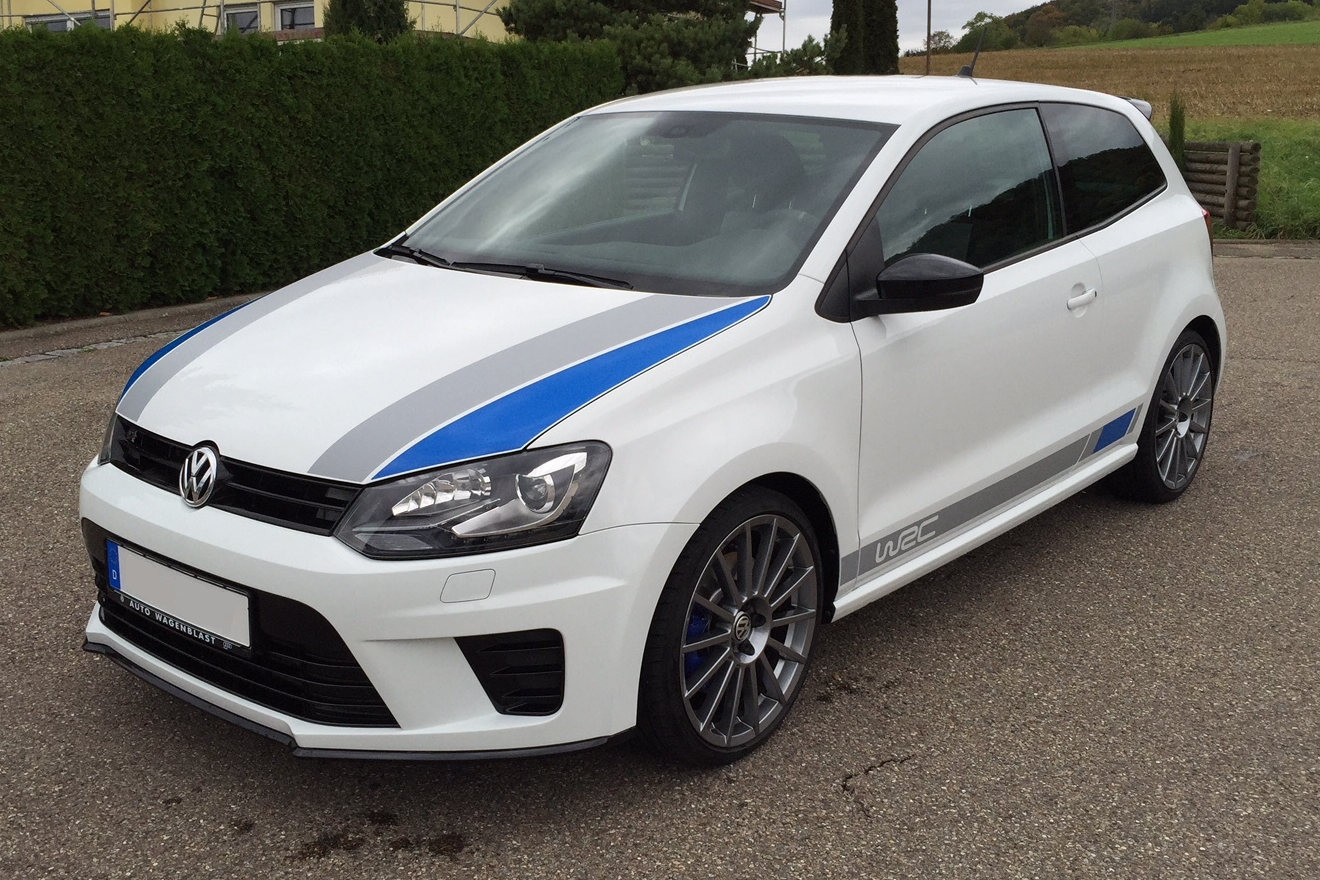
VW Polo R WRC stradale del 2013

Presentata al Salone di Ginevra 2013, dallo stesso anno è disponibile sul mercato anche la versione stradale Volkswagen Polo R WRC, una serie limitata in sole 2500 auto, della Polo per omaggiare la gemella che corre nel campionato mondiale rally. Monta un motore 2.0 TSI capace di erogare 220 CV e 350 Nm di coppia che la fa scattare in 6,4 secondi sullo 0 a 100 km/h e la porta a una punta di 243 km/h. Monta un cambio manuale a 6 rapporti e la trazione non è integrale come l'auto da corsa, ma è solo anteriore. Esteticamente si differenzia per una livrea che richiama la sorella da rally e una carrozzeria più aggressiva e sportiva.
Sul versante dei consumi, gli stessi si registrano, in media, in tutte le variazioni di potenza del motore di 4,2 L/100 km, con emissioni di 109 g/km, mentre in caso di BlueMotion i livelli scendono a 3,8 L/100 km e 96 g/km. Relativamente al 1.2 TSI da 105 CV, il consumo medio si attesta su 5,5 L/100 km e 129 g/km di CO2 (questo motore dal secondo semestre dell'anno 2011 non è più disponibile in Italia). Nei motori a benzina da 60 e 70 CV i valori sono di 5,5 L/100 km e 128 g/km di CO2; nell'1,4 litri da 85 CV si riscontra 5,9 L/100 km e 139 g/km.

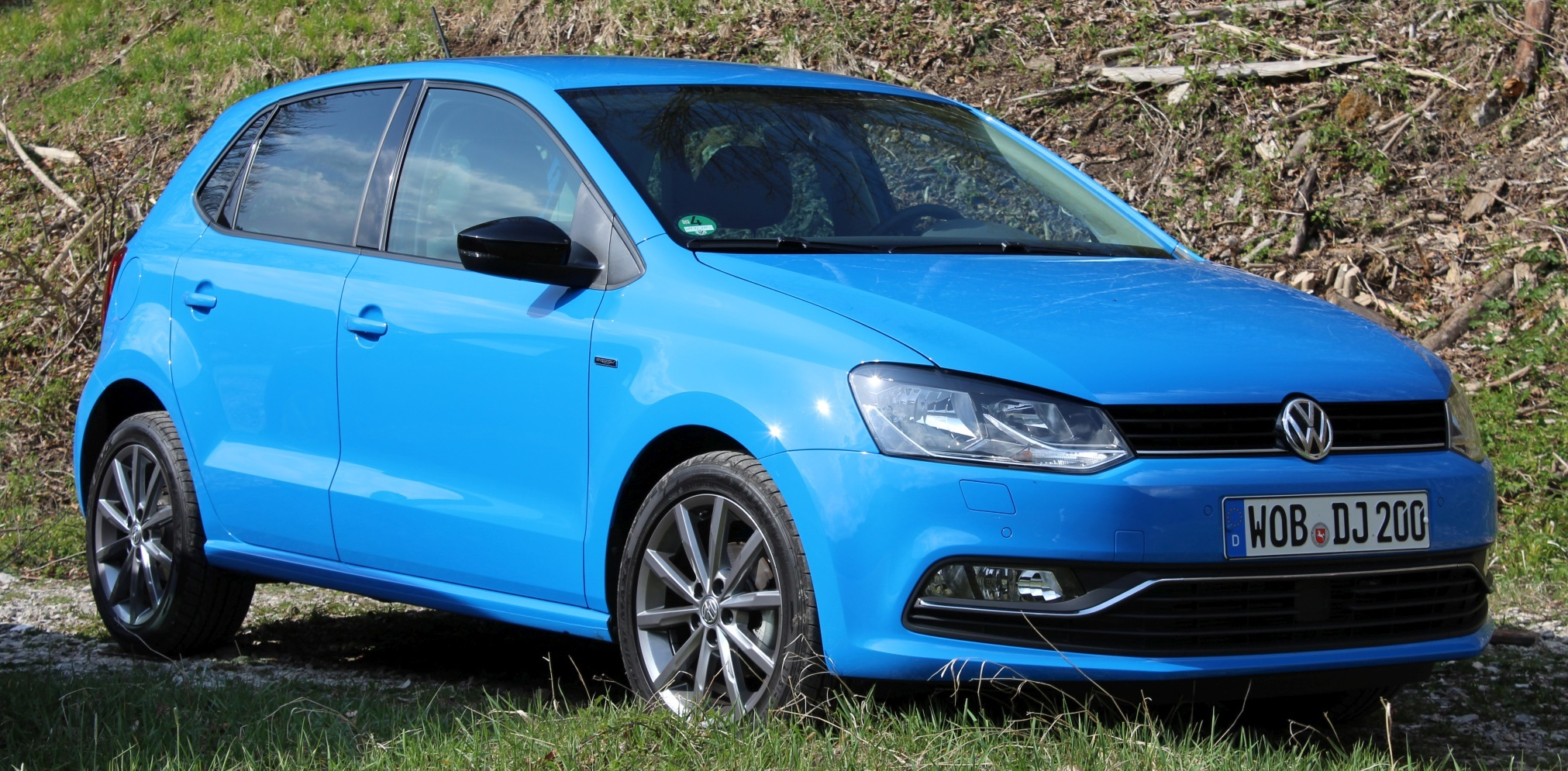
Volkswagen Polo quinta serie restyling (6C)

## Quinta serie restyling (6C)
Dal 22 aprile 2014 è disponibile una versione rivisitata della Polo. Esternamente sono state effettuate modifiche ai paraurti anteriore e posteriore. La gamma motori è stata completamente rivista e tutti i motori rispettano gli standard Euro 6. 
A benzina sono disponibili motorizzazioni 1.0 Mpi a tre cilindri da 60 e 75 CV oltre a un 1.2 TSI da 90 CV. Per il 2016 ha esordito un nuovo 1.0 TSI da 110 CV, e per la versione di punta GTI il vecchio 1.4 litri è stato sostituito dal 1.8 TSI da 192 CV. 
Nella gamma Diesel scompare il 1.6 TDI a favore di una nuova unità 3 cilindri 1.4 disponibile in 3 versioni di potenza da 75 CV, 90 CV e 105 CV, di cui l'ultima non disponibile in Italia. 
Gli allestimenti disponibili sono Trendline, Comfortline e Fresh (quest'ultimo sostituito successivamente dalla Highline).

## Riepilogo versioni
| Modello                  | Disponibilità    | Motore      | Cilindrata (cm³) | Potenza         | Coppia max (Nm) | Emissioni CO2 (g/km) | 0–100 km/h (secondi) | Velocità max (km/h) | Consumo medio (km/L) |
| 1.0/60 CV                | dal 2014 al 2017 | Benzina     | 999              | 44 kW (60 CV)   | 95              | 114                  | 15,5                 | 161                 | 20                   |
| 1.0/75 CV                | dal 2014 al 2017 | Benzina     | 999              | 55 kW (75 CV)   | 95              | 116                  | 14,3                 | 173                 | 19,6                 |
| 1.0 TSI                  | dal 2016 al 2017 | Benzina     | 999              | 81 kW (110 CV)  | 200             | 99                   | 9,3                  | 196                 | 23,3                 |
| 1.2/60 CV                | dal 2009 al 2014 | Benzina     | 1198             | 44 kW (60 CV)   | 108             | 128                  | 16,1                 | 157                 | 18,2                 |
| 1.2/70 CV                | dal 2009 al 2014 | Benzina     | 1198             | 51 kW (70 CV)   | 112             | 128                  | 14,1                 | 165                 | 18,2                 |
| 1.2 TSI/90 CV            | dal 2014 al 2017 | Benzina     | 1197             | 66 kW (90 CV)   | 160             | 107                  | 10,8                 | 184                 | 21,3                 |
| 1.2 TSI/90 CV Cross      | dal 2014 al 2017 | Benzina     | 1197             | 66 kW (90 CV)   | 160             | 110                  | 11,4                 | 177                 | 20,8                 |
| 1.2 TSI/105 CV           | dal 2009 al 2012 | Benzina     | 1198             | 77 kW (105 CV)  | 175             | 124                  | 9,7                  | 190                 | 18,0                 |
| 1.4                      | dal 2010 al 2012 | Benzina     | 1390             | 63 kW (85 CV)   | 132             | 139                  | 12,1                 | 177                 | 16,9                 |
| 1.4 Cross                | dal 2009 al 2014 | Benzina     | 1390             | 63 kW (85 CV)   | 132             | 143                  | 12,6                 | 173                 | 16,4                 |
| 1.4 TSI GTI              | dal 2010 al 2015 | Benzina     | 1390             | 132 kW (180 CV) | 250             | 139                  | 6,9                  | 229                 | 16,9                 |
| 1.8 TSI GTI              | dal 2014 al 2017 | Benzina     | 1798             | 141 kW (192 CV) | 320             | 129                  | 6,7                  | 236                 | 16,7                 |
| 2.0 TSI WRC stradale     | dal 2013 al 2014 | Benzina     | 2000             | 162 kW (220 CV) | 350             | 174                  | 6,4                  | 243                 | 16,3                 |
| 1.2 TDI DPF              | dal 2010 al 2014 | Diesel      | 1199             | 55 kW (75 CV)   | 180             | 99                   | 13,9                 | 170                 | 26,3                 |
| 1.2 TDI DPF 87g          | dal 2010 al 2011 | Diesel      | 1199             | 55 kW (75 CV)   | 180             | 87                   | 13,9                 | 173                 | 29,4                 |
| 1.2 TDI DPF 89g          | dal 2010 al 2014 | Diesel      | 1199             | 55 kW (75 CV)   | 180             | 89                   | 13,9                 | 173                 | 29,4                 |
| 1.4 TDI/75 CV            | dal 2014 al 2017 | Diesel      | 1422             | 55 kW (75 CV)   | 210             | 99                   | 12,9                 | 173                 | 26,3                 |
| 1.4 TDI/75 CV BlueMotion | dal 2014 al 2017 | Diesel      | 1422             | 55 kW (75 CV)   | 210             | 88                   | 12,9                 | 173                 | 29,4                 |
| 1.4 TDI/90 CV            | dal 2014 al 2017 | Diesel      | 1422             | 66 kW (90 CV)   | 230             | 88                   | 10,9                 | 184                 | 29,4                 |
| 1.4 TDI/90 CV Cross      | dal 2014 al 2017 | Diesel      | 1422             | 66 kW (90 CV)   | 230             | 99                   | 11,9                 | 177                 | 26,3                 |
| 1.6 TDI DPF              | dal 2009 al 2010 | Diesel      | 1598             | 55 kW (75 CV)   | 195             | 109                  | 14,0                 | 170                 | 23,2                 |
| 1.6 TDI/90 CV DPF        | dal 2009 al 2014 | Diesel      | 1598             | 66 kW (90 CV)   | 230             | 109                  | 11,5                 | 180                 | 23,8                 |
| 1.6 TDI/90 CV DPF Cross  | dal 2010 al 2012 | Diesel      | 1598             | 66 kW (90 CV)   | 230             | 113                  | 12,5                 | 176                 | 23,3                 |
| 1.6 Bi-Fuel              | dal 2010 al 2011 | Benzina/GPL | 1598             | 60 kW (82 CV)   | 145             | 123                  | 12,2                 | 180                 | 13,2                 |